# Howard Jones (músic anglès)
Howard Jones   (Southampton, 23 de febrer de 1955) és un cantant anglès, músic i compositor. Va aconseguir entrar deu discos senzills en el Top 40 del Regne Unit entre 1983 i 1986, incloent-ne sis que van assolir el Top 10, a més d'apujar el seu àlbum de 1984 Human's Lib al número u. A la resta del món, va tenir 15 impactes de singles als Top 40 entre 1983 i 1992. Ha estat descrit per l'editor d'AllMusic Stephen Thomas Erlewine com "una de les figures que defineix el sinth pop de mitjans dels vuitanta." Jones també actuà a Live Aid el 1985.

## Biografia

### Vida primerenca
Jones és el més gran de quatre nois. Els seus germans, Roy, Martin, i Paul, són tots músics pel seu dret propi. Van tenir una banda anomenada Red Beat en els tardans anys setanta i primers vuitanta.
Nascut en Southampton de pares gal·lesos, Howard Jones va passar els seus anys d'infantesa en Rhiwbina, Cardiff, Gal·les Del sud, on va assistir a l'Heol Llanishen Fach primary school, posteriorment a la Whitchurch Grammar School. Més tard en Stokenchurch, prop d'Alt Wycombe, Buckinghamshire, va assistir a l'Escola de Gramàtica Reial. Va prendre lliçons de piano a partir dels set anys. La família s'hi mudà al Canadà quan era adolescent. La seva primera banda fou Warrior, un grup de rock progressiu.
Jones va retornar al Regne Unit i va assistir a la Royal Northern College of Music en Manchester mentre tocava en diverses bandes. Va conèixer el practicant budista Bill Bryant, qui va escriure lletres per algunes de les cançons de Jones i fou una influència important en aquest període. A l'acabament dels vuitanta, Jones va començar practicar Budisme Nichiren com a membre de l'associació internacional budista Soka Gakkai International; ha declarat la seva pràctica diària de cantar "Namu myoho renge kyo" (Em consagro al Lotus Sutra) des de 1991 "tenint un efecte profundament positiu sobre la meva vida".

### Carrera primerenca
Howard Jones va aparèixer com a artista individual en locals d'Alt Wycombe, abans de convidar l'artista de mim Jed Hoile, qui va fer una coreografia improvisada mentre es llançava a sobre pintura blanca i Jones anava tocant darrere d'ell. Durant 1983, va llogar el Marquée Club de Londres i convidà diverses companyies discogràfiques a assistir-hi i veure'l actuar. Després d'una sessió de Ràdio BBC 1, Jones va obtenir espais i temps de suport en actuacions amb China Crisis i Orchestral Manoeuvres in the Dark (OMD) abans de signar amb Warner Music Group (WMG) a mitjans de 1983. En Jones ha citat influències com OMD (la cançó dels quals "Enola Gay" va ser versionada en viu per bandes primerenques d'en Jones), Keith Emerson i Stevie Wonder.

### Carrera amb discogràfiques importants
El seu primer senzill New Song, va ser llançat durant setembre de 1983. Va assolir el Top 30 en els EUA i el Top 40 en el Regne Unit. Va fer la seva actuació de debut en el programa Top of the Tops de la Televisió de BBC del 22 de setembre de 1983, i va mirar la seva actuació a posteriori en un televisor que li van deixar, la qual descansava sobre una post de planxar, abans d'un concert a la Universitat de Kent. Posteriorment va tenir quatre èxits més en els següents dotze mesos i un àlbum número 1 del Regne Unit, Human's Lib, que finalment va ser doble platí. Acreditat amb la redacció conjunta de la lletra de sis cançons de l'àlbum, va estar el lletrista Bill Bryant. "New Gong", "What Is Love?", i "Pearl in the Shell" tot durant 1983 i 1984. Human Lib va ser certificat or i platí en diversos països. Jones hi havia sumat un bon grapat de fidels seguidors "teenagers". Els seus pares van dirigir el seu club de fans.
L'estiu de 1984, Jones va lliurar al mercat el senzill "Like to Get to Known You Well", el qual va dir era 'dedicat a l'esperit original de les Olimpíades.' Tot i que no va ser un Himne Olímpic oficial pels Jocs Olímpics de Los Angeles aquell estiu, fou un èxit a tot el món. Va assolir el número 4 en el Gràfic de vendes de senzills del Regne Unit. La portada va incloure el títol de la cançó en deu idiomes diferents mentre que Jones va cantar la lletra en francès i alemany en la versió de 12 polzades estesa. La cançó també va aparèixer a la pel·lícula Better Off Dead (1985) i el videojoc Grand Theft Auto: Vice City Stories (2006)).
El segon LP de Jones era un àlbum de remix. Contenia sis cançons, totes, excepte una de les quals anteriorment havien estat publicades, però que apareixien en formats allargats, inclosa la versió multilingüe de "Like to Get You Know Well". L'àlbum va ser certificat or en el Regne Unit.
Durant 1985, Jones va publicar el seu segon àlbum d'estudi, Dream into Action, el qual va incloure feina de suport del trio Afrodiziak. Afrodiziak inclogué Caron Wheeler i Claudia Fontaine. El seu germà Martin Jones es va encarregar de tocar la guitarra baixa. Va haver d'afegir una corda extra al seu instrument per tocar algunes de les línies de baix, que al principi hi havien estat escrites per a teclat. Un del singles despresos d'aquest àlbum, "No One Is To Blame", fou més tard re-enregistrat amb Phil Collins tocant la bateria, la producció musical i veus de suport; aquesta segona versió apareix a l'àlbum de Jones One to One. Dream in Action, l'àlbum més reeixit de Jones, va ser popular a tot el món, arribant al número 2 al Regne Unit i el número 10 als Estats Units. Es va mantenir a les llistes de vendes dels EUA durant gairebé un any. El singles "Life In One Day", "Things Can Only Get Better", i "Look Mama" van aparèixer en aquest àlbum. En juliol de 1985, Jones va actuar a Wembley Estadium com a part del concert Live Aid, cantant el seu èxit de 1984 Hyde And Seek i tocant el piano. Aquell any 85 també s'embarcà en una gira mundial.
L'EP Action Replay va sortir el 1986. Va incloure una versió remix de "No One Is To Blame". Va ser el major hit d'Howard Jones als Estats Units, arribant al número 4 de la taula de vendes. No obstant això, en aquesta època, la seva fortuna estava canviant en el seu Regne Unit natal i "No One Is To Blame" va arribar al número 16. El seu següent single, "All I Want", va aconseguir el seu nombre màxim 35, i seria el seu últim Top 40 del Regne Unit. Jones va llançar el seu tercer àlbum d'estudi, One To One, a l'octubre de 1986, que va arribar al número 10 al Regne Unit i seria el seu últim àlbum britànic, malgrat arribar a l'or. No obstant això, Jones va continuar omplint grans escenaris i el single "You Know I Love You Do You?" Va ser dins la primera vintena de la llista Billboard de 1986.
En juny de 1988, Jones va actuar al Festival de la Joventut d'Amnistia Internacional al Milton Keynes Bowl. Els àlbums subsegüents de Jones Cross That Line (1989) i In The Running (1992) van tenir tots dos una pobra venda en el Regne Unit, l'últim fins i tot no entrà a la llista de vendes. No obstant això, algunes de les seves cançons van figurar a les llistes de vendes als Estats Units durant aquest període, incloent "Everlasting Love" (1989, el seu segon èxit número 1 en Hot Adult Contemporary Tracks, després de "No One Is to Blame"), "The Prisoner" (1989), i "Lift Me Up" (1992).
Jones va continuar omplint grans espais als Estats Units durant els darrers anys de dècada de 1980, i la gira Cross That Line va exhibir els majors concerts a l'aire lliure als Estats Units, durant 1989. Amb la seva permanència en el segell Warner Music, edità una compilació de grans èxits The Best of Howard Jones, que es va estrenar el 1993. L'àlbum va arribar al lloc número 36 al Regne Unit, i el 2005 (12 anys després del seu llançament) va ser certificada plata per la BPI per més de 60.000 còpies venudes al Regne Unit.
Jones també va tenir èxit com a compositor d'altres artistes a principis dels anys noranta. Va co-escriure els èxits de la música de ball "Heaven Give Me Words" i "Your Wildlife" amb els membres de Propaganda. Les pistes van aparèixer a l'àlbum de 1990 1234; "Heaven Give Me Words" va aconseguir el número 22 a la carta Adult Contemporary i "Your Wildlife" va aconseguir el número 22 a la llista
Dance Music / Club Play Singles.

### Enregistrament i producció independent
Després que el contracte de Jones amb WMG expirés, va concentrar-se en la producció, composició i escriptura de cançons, i fent funcionar un restaurant. Va fundar la seva pròpia discogràfica, Dtox, publicant diversos àlbums a través de l'etiqueta, com Working in the Backroom, produïda en el seu propi estudi de gravació ('The Shed'). L'àlbum, que va vendre més de 20.000 còpies en el primer any d'estrena, només va estar disponible a concerts i a través del seu lloc web oficial.
Jones va anar de gires pels EUA i Europa el següent parell d'anys. Live Acustic America se celebrà durant 1996 i People durant 1998.
La cançó "If You Love" va aparèixer a la banda sonora de la sèrie de televisió Party of Five. Jones va continuar produint i escrivint per a diversos artistes a mitjans de la dècada de 1990, inclosos Martin Grech, DBA i Sandie Shaw. El 2001, Jones va tocar els teclats en la gira de Ringo Starr and His All-Starr Band.
El 20 de setembre de 2003, Jones va tocar un concert del 20è aniversari a Shepherds Bush Empire, Londres, commemorant el llançament del seu primer senzill. Va ser acompanyat per Midge Ure i Nena, així com el seu artista mim dels escenaris, Jed Hoile. Una gravació d'aquest concert es va estrenar posteriorment en DVD. Jones va continuar la seva gira i va escriure noves músiques, col·laborant amb Robbie Bronnimann en co-composició, i co-produint música per a Sugababes i el propi àlbum d'en Jones Revolution of the Heart, (2005). Va realitzar una gira per tocar als Estats Units, Itàlia, Alemanya i Suècia i va tocar diverses vegades al Festival d'Edimburg el 2006. El mateix any, Jones va donar veu per a la cançó "Into the Dark" de Ferry Corsten per a l'àlbum d'aquest últim, L.E.F. Jones també va tornar a gravar "Things Can Only Get Better" en Simlish, el llenguatge fictici parlat pels personatges d'Electronic Arts, The Sims 2. Jones també va aparèixer a la versió de Katrina Carlson de "No One Is to Blame", que va entrar en la taula dels EUA Hot Adult Tracks en 2007.

### Activitats recents
A l'octubre de 2006, Jones va llançar "Building Our Own Future" com una pista de podsafe, com un dels diversos artistes establerts que busquen utilitzar podcasts com un nou mitjà per promocionar la seva música i gires. La cançó va debutar al número 1 del PMC Top10 el 29 d'octubre de 2006 i va passar quatre setmanes a la part superior de la taula. El track de Howard "Revolution of the Heart" va passar cinc setmanes al número 1 al PMC Top10 durant el 2007 i va acabar l'any com el número 2 en el seu particular recompte anual.
Jones es va embarcar en un recorregut acústic d'Austràlia el 2007, començant a Brisbane i concloent el 5 d'abril a Perth. L'àlbum Revolution Remixed & Sorrounded va ser seguit al novembre per Live in Birkenhead. Jones va realitzar un altre conjunt acústic, amb altres actuacions dels anys vuitanta al Retrofest, l'1 de setembre de 2007 al castell de Culzean a Ayrshire, Escòcia. Jones també va entrar als estudis amb The Young Punx per gravar les veus per a la seva estrena de 2008, "And the Feel Goes On".
Jones és membre de Sōka Gakkai International, i és director musical d'un dels seus cors, el Glorious Life Chorus. El cor interpreta algunes de les seves cançons en el seu repertori, incloent "Building Our Own Future" i "Respected". Tornà a Austràlia novament el 2009, aquesta vegada acompanyat per la vocalista Laura Clapp i el tecnòleg musical Robbie Bronnimann. El 26 de febrer de 2009, Jones va estar a l'estrena del Regne Unit del nou V-Piano de Roland a Bristol, i va interpretar "Hide and Seek". Continuà de gira, i va tocar el 'Big Hair Affair 2009' l'1 d'agost de 2009 al Ryedale Arena, Pickering, North Yorkshire.
Ordinary Heroes es va estrenar el novembre de 2009, i va recórrer Londres, Cardiff i Manchester amb una secció de cordes i el Cor Morphon Orpheus (al Saló de Sant David de Cardiff). Un senzill, "Soon You'll Go", precedeix el llançament de l'àlbum.
El 29 de novembre de 2011, es va anunciar una gira del Regne Unit. Human's Lib i Dream Into Action es van realitzar a l'abril de 2012 en vuit locals. Una sèrie de programes de ràdio setmanals anomenats Electronic 80s va coincidir amb la gira, amb Howard Jones en Absolute Radio.
El 2012, va aparèixer a "The Song That Changed My Life" a BYUtv, la cadena de cable de la Universitat Brigham Young.
El 2015, el llançament d'Engage es va fer amb el mateix D-TOX Records de Jones.
El 2016, va sortir de gira per donar suport a Barenaked Ladies com a acte d'obertura per a la seva gira nord-americana de Last Summer on Earth, que es va reunir amb l'Orchestral Manoeuvres in the Dark.
És un membre de la junta directiva pel Featured Artists Coalition.
Jones en 2006 vivia a Creech St Michael, prop de Taunton, Somerset.
Jones figura en algunes llistes de famosos vegetarians.

### En els mitjans de comunicació
Jones ha parlat de la percepció negativa dels mitjans en ell. El 2006, va dir: "Les meves cançons no es refereixen a la presa de drogues ni a la llibertat ni al rock and roll, sinó al pensament positiu i al desafiament de les idees de les persones. No estava de moda. No he tingut bones crítiques, però estic orgullós del fet que no agrado als mitjans de comunicació ... La música popular és tan reaccionària i intolerable i he trobat que el que és "fresc" sol ser molt poc profund i transitori."

## Discografia

### Àlbums d'estudi
- Human's Lib (1984)
- Dream into Action (1985)
- One to One (1986)
- Cross That Line (1989)
- In the Running (1992)
- Working in the Backroom (1994)
- Angels & Lovers (1997)
- People (1998)
- Piano Solos (for Friends and Loved Ones) (2003)
- Revolution of the Heart (2005)
- Ordinary Heroes (2009)
- Engage (2015)

### Extended Plays
- The 12" Album (1984)
- Action Replay (1986)